# Erebia parva
Erebia parva är en fjärilsart som beskrevs av Curt Eisner 1946. Erebia parva ingår i släktet Erebia och familjen praktfjärilar. Inga underarter finns listade i Catalogue of Life.